# Сибілла Ядвіга Саксен-Лауенбурзька
Сибілла Ядвіга Саксен-Лауенбурзька (нім. Sibylle Hedwig von Sachsen-Lauenburg), (30 липня 1625—1 серпня 1703) — донька герцога Августа Саксен-Лауенбурзького та Єлизавети Софії Гольштейн-Готторптської, дружина герцога Саксен-Лауенбурзького Франца Ердманна.

## Походження
Сибілла Ядвіга була третьою, наймолодшою, донькою герцога Саксен-Лауенбурзького Августа та його першої дружини Єлизавети Софії Гольштейн-Готторптської. По материнській лінії вона була онукою герцога Гольштейн-Готторптського Йоганна Адольфа та данської принцеси Августи. З батьківського боку приходилася онукою герцога Саксен-Лауенбурзького Франца II та Маргарити Померанської.

## Біографія
Сибілла Ядвіга Саксен-Лауенбурзька народилася 30 липня 1625 року у Ратцебурзі. В неї вже були дві старші сестри: Софія Маргарита та Анна Єлизавета. У батьків також був син, та він помер за три місяці до народження Сибілли Ядвіги у віці двох років. У наступні два роки у дівчинки з'явилося ще двоє братів: Йоганн Адольф та Філіпп Фрідріх. Останній з них прожив лише тиждень, а після нього пішла з життя і мати.
У 1652 році було підписано шлюбний договір між Сибіллою Ядвігою та Францем Ердманном Саксен-Лауенбурзьким. Цей контракт поклав край суперечкам про спадок Августа, в якого не залишалося синів, оскільки наречений був зведеним кузеном Сибілли Ядвіги.

Вінчання відбулося 1654 року. Молодятам на той час виповнилося 25 і 29 років. Того ж року Франц Ердманн звів замок Фюрштенгоф у Грос-Грьонау і зробив своєю резиденцією. Його батько у січні 1656 успадкував титул герцога Саксен-Лауенбурзького від батька Ядвіги. Через дев'ять років герцогом став сам Франц Ердманн. Під час його правління у Любеку відбулося повстання ремеслярів (1665) та посилилося «полювання на відьом» і почастішали страти. Помер Франц Ердманн у Шварценбеку 30 липня 1666 року. 

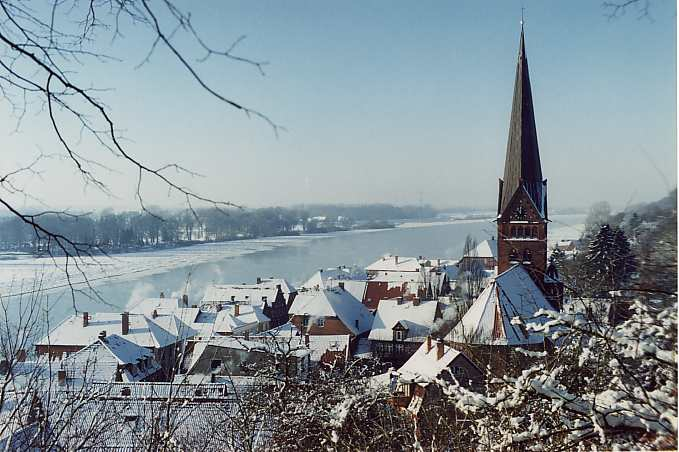
Церква Святої Марії Магдалини, де похована Сибілла Ядвіга

Дітей вони із Сибіллою Ядвіґою не мали, тож наступним герцогом Саксен-Лауенбурзьким став його молодший брат Юліус Франц.
Сибілла Ядвіга після смерті чоловіка більшу частину часу проводила у Тюшенбеку або Фюрштенгофі, який став літньою резиденцією. Кошти на життя вона отримувала з Ратцебургу. Принцеса прожила довге життя, переживши навіть свого діверя, останнього герцога Саксен-Лауенбурзького Юліуса Франца, який не залишив по собі синів.
Померла Софія Ядвіга після свого сімдесят восьмого дня народження, 1 серпня 1703 року. Була похована у церкві Марії Магдалини у Лауенбурзі.